# Драгимир
 Тази статия е за владетеля.  За селото със същото име вижте Драгомир (село).  
Драгимир (на сръбски: Драгимир) или Драгомир е владетел на Травуния и Захумлие, управлявал от края на X век до 1018 година.
Той е син на травунския княз Хлавимир (Хларимир) и внук на дуклянския владетел Пленимир (Предимир) - кнез на Требине. Влиза в династичен брачен съюз с рашкия жупан Лютомир, вземайки дъщеря му за жена. От този брак се раждат синовете му Стефан Воислав и Доброслав Дуклянски. 